# Луис Эйрс
Луис Эйрс (англ. Lois Ayres, также англ. Lois Ayer, род. 24 мая 1963 или 24 мая 1962, Бостон) — американская порноактриса, член зала славы AVN.

## Биография
Родилась 24 мая 1963 года в Бостоне. В 1982 году начала карьеру качестве эротической модели, снявшись для нескольких порножурналов. В 1983 году, в возрасте 21 года, дебютировала в порноиндустрии, снявшись в фильме лесбийской тематики Surrender in Paradise. Первая сцена с мужчиной (Роном Джереми) — в Pink Lagoon.
Снималась для таких студий, как Gourmet Video, VCA Pictures, Metro, Zebra, Vivid, Cal Vista, Midnight Men, Western Visuals, Exquisite, Evil Angel, Pleasure, Wicked Pictures, Video Team o Vidway.
В 1986 году достигла пика карьеры, снявшись в The Devil in Miss Jones 3 & 4.
В 1987 году у Луис был роман со Слэшем, гитаристом группы Guns N’ Roses.
Перестала сниматься в 1989 году, чтобы оправиться от наркотической зависимости, затем через несколько лет вернулась в индустрию. Также начала работать танцовщицей в клубах, работая стриптизершей в Японии и зарабатывая 30 000 долларов за неделю.
Окончательно ушла из индустрии в 1997 году, снявшись в общей сложности в 282 фильмах. Год спустя была введена в Зал славы AVN.

## Избранная фильмография
- Aerobics Girls Club[11],
- Ball Busters[12],
- Controlled[13],
- Dildo Babes 2[14],
- Erotica[15],
- Firecrackers[16],
- Hard Ride[17],
- Licking Lips[18],
- Night Creatures[19],
- Panty Raid[20],
- Secret Recipe[21],
- Toe Hold[22].